# Alejandro López de Groot
Alejandro López de Groot (Calafell, España, 18 de septiembre de 1993) es un futbolista español que juega como delantero.

## Trayectoria
Empezó su carrera en el C. F. Reus Deportiu, habiendo pasado previamente por sus categorías inferiores y las del C. F. Cubelles y F. C. Barcelona.Abandonó el club en 2014 para jugar en el Valencia C. F. Mestalla.
En 2015 el Gimnàstic de Tarragona hizo oficial su incorporación para las siguientes cuatro temporadas. Cumplió la mitad de ellas, ya que en julio de 2017 se marchó al R. C. D. Mallorca. Allí también estuvo dos años antes de recalar cedido en el Extremadura U. D.
Para la temporada 2020-21 regresó a Mallorca, siendo esta la última en la entidad, y no jugó ningún minuto debido a las lesiones. Estuvo entonces un tiempo sin equipo, y en noviembre de 2021 llegó a la U. E. Costa Brava, no pudiendo debutar hasta la apertura del periodo de traspasos en enero.
El 30 de agosto de 2022 fichó por la U. E. Cornellà.

## Clubes
| Club                        | País   | Año       |
| --------------------------- | ------ | --------- |
| C. F. Reus Deportiu         | España | 2012-2014 |
| Valencia C. F. Mestalla     | España | 2014-2015 |
| Club Gimnàstic de Tarragona | España | 2015-2017 |
| R. C. D. Mallorca           | España | 2017-2021 |
| Extremadura U. D. (cedido)  | España | 2019-2020 |
| U. E. Costa Brava           | España | 2022      |
| U. E. Cornellà              | España | 2022-2023 |